# قاسم رضائي
قاسم رضائي (الفارسية: قاسم رضايى؛ مواليد 18 أغسطس 1985) هو لاعب مصارع إيراني في المصارعة اليونانية الرومانية، حصل على ميداليتين ذهبيتين وبرونزيتين في الألعاب الأولمبية، وميداليتين ذهبيتين آسيوية مرتين. يُلقب بـ"نمر أمول".

## مسيرته الرياضية
كان أول نجاح للاعب قاسم رضائي على المستوى الدولي في عام 2007 عندما فاز بالميدالية البرونزية في بطولة العالم للمصارعة 2007. لكن مسيرته في عالم المصارعة لم تدم طويلاً. على الرغم من أنه مثّل إيران في دور الألعاب الأولمبية الصيفية 2008، إلا أنه عانى من هزيمة مبكرة في الدور الأول. ونجح رضائي مرتين في الفوز بالميدالية الذهبية في بطولة آسيا للمصارعة 2007 وبطولة آسيا للمصارعة 2008. في عام 2009، وجد رضائي نفسه غير قادر على المنافسة بسبب الإصابة. في بطولة العالم للمصارعة اليونانية الرومانية 2011، كان من المقرر أن يواجه رضائي اللاعب الإسرائيلي روبرت أفانيسيان في الدور الأول. بدلاً من مواجهة الإسرائيلي، فشل رضائي في الظهور وبالتالي خسر المباراة أمام الإسرائيلي، وتم إقصاؤه من البطولة، ومنح الإسرائيلي المرور المجاني إلى دور الستة عشر. في السنوات التي سبقت ألعاب 2012، لم يتمكن رضائي من استعادة مكانته كأفضل مصارع إيراني في المصارعة اليونانية الرومانية في وزن 96 كيلوغرام. في عام 2012 فاز رضائي بالمقعد الأولمبي لبلاده. تغلب رضائي في النهائي على رستم توتروف 2-0، 1-0 في النهائي الذي أقيم في مركز إكسيل في لندن.
فاز رضائي على التركي جينك إيلديم في مباراته الأولى، قبل أن يتغلب على آرتور ألكسانيان بنتيجة 2-0 و1-0 في ربع النهائي. كما تغلب رضائي على يونان إسترادا بنتيجة 2-0 و1-0 في نصف النهائي. وفاز بالميدالية الذهبية في وزن 96 كجم للرجال في أولمبياد لندن 2012.
حصل قاسم رضائي على الميدالية الذهبية في بطولة المصارعة اليونانية الرومانية الدولية 2015، في بيتلاسينسكي في بولندا. فاز رضائي بالميدالية الفضية في بطولة العالم للمصارعة اليونانية الرومانية عام 2015. وتغلب على إيليس غوري بنتيجة 3-0 في الدور نصف النهائي، وتأهل إلى المباراة النهائية، حيث خسر أمام أرتور ألكسانيان بنتيجة 3-0 وفاز بالميدالية الفضية. حصل رضائي على الميدالية البرونزية في منافسات المصارعة اليونانية الرومانية للرجال في وزن 96 كجم في دورة الألعاب الأولمبية الصيفية 2016 في ريو دي جانيرو. في آخر مباراة أولمبية له، وقف رضائي أمام كارل فريدريك شون. تقدم شون بنتيجة 4-0 بعد إسقاطه وضربة قاضية في الشوط الأول. في الشوط الثاني، سجل الإيراني ضربتين قاضيتين متتاليتين ليتعادلا 4-4 ويفوز في النهاية.